# Таблица измерений
Таблица измерений (англ. dimension table) — таблица в структуре многомерной базы данных, которая содержит атрибуты событий, сохраненных в таблице фактов. Атрибуты представляют собой текстовые или иные описания, логически объединенные в одно целое. Например, имя покупателя может являться атрибутом в таблице измерений покупателей, а наименование товара, — в таблице измерений товаров. В то время как сумма транзакции является величиной аддитивной, и её значение должно храниться в таблице фактов.
Таблица фактов связана с таблицами измерений с помощью внешнего ключа.
С течением времени значения атрибутов строки в таблице измерений могут измениться. Например, юридический адрес компании или отдел компании, в котором работает сотрудник. Для отслеживания и обработки в таком случае используют медленно меняющиеся измерения. Есть несколько типов обработки таких изменений:
- Первый тип: Перезаписать старые значения.
- Второй тип: Добавить новую строку, содержащую новые значения, сохраняя бизнес-ключ для различия строк.
- Третий тип: Добавить новый атрибут в существующую строку.